# Balonmano en los Juegos Panamericanos

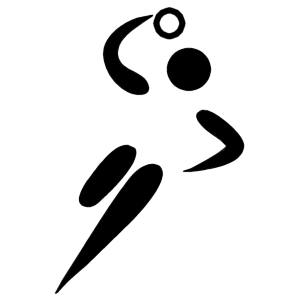
Balonmano

El balonmano masculino y femenino fue introducido en los Juegos Panamericanos en la edición de 1987 realizada en Indianápolis, Estados Unidos. Cuatro años después en La Habana 1991 se realizó sólo la competición masculina, sin embargo en Mar del Plata 1995 se volvieron a realizar ambas competencias.

## Torneo masculino
| Año          | Sede                                |                | Medalla de oro | Medalla de plata |  | Medalla de bronce |
| 1987 Detalle | Indianapolis, Estados Unidos        | Estados Unidos | Cuba           | Brasil           |  |                   |
| 1991 Detalle | La Habana, Cuba                     | Cuba           | Brasil         | Estados Unidos   |  |                   |
| 1995 Detalle | Mar del Plata, Argentina            | Cuba           | Brasil         | Argentina        |  |                   |
| 1999 Detalle | Winnipeg, Canadá                    | Cuba           | Brasil         | Argentina        |  |                   |
| 2003 Detalle | Santo Domingo, República Dominicana | Brasil         | Argentina      | Estados Unidos   |  |                   |
| 2007 Detalle | Río de Janeiro, Brasil              | Brasil         | Argentina      | Cuba             |  |                   |
| 2011 Detalle | Guadalajara, México                 | Argentina      | Brasil         | Chile            |  |                   |
| 2015 Detalle | Toronto, Canadá                     | Brasil         | Argentina      | Chile            |  |                   |
| 2019 Detalle | Lima, Perú                          | Argentina      | Chile          | Brasil           |  |                   |
| 2023 Detalle | Santiago, Chile                     | Argentina      | Brasil         | Chile            |  |                   |

### Medallero
- Actualizado Santiago 2023.

| # | País           | Oro | Plata | Bronce | Total |
| - | -------------- | --- | ----- | ------ | ----- |
| 1 | Brasil         | 3   | 5     | 2      | 10    |
| 2 | Argentina      | 3   | 3     | 2      | 8     |
| 3 | Cuba           | 3   | 1     | 1      | 5     |
| 4 | Estados Unidos | 1   | 0     | 2      | 3     |
| 5 | Chile          | 0   | 1     | 3      | 4     |

## Torneo femenino
| Año          | Sede                                |                | Medalla de oro | Medalla de plata     |  | Medalla de bronce |
| 1987 Detalle | Indianapolis, Estados Unidos        | Estados Unidos | Canadá         | Brasil               |  |                   |
| 1995 Detalle | Mar del Plata, Argentina            | Estados Unidos | Canadá         | Brasil               |  |                   |
| 1999 Detalle | Winnipeg, Canadá                    | Brasil         | Canadá         | Cuba                 |  |                   |
| 2003 Detalle | Santo Domingo, República Dominicana | Brasil         | Argentina      | Uruguay              |  |                   |
| 2007 Detalle | Río de Janeiro, Brasil              | Brasil         | Cuba           | Argentina            |  |                   |
| 2011 Detalle | Guadalajara, México                 | Brasil         | Argentina      | República Dominicana |  |                   |
| 2015 Detalle | Toronto, Canadá                     | Brasil         | Argentina      | Uruguay              |  |                   |
| 2019 Detalle | Lima, Perú                          | Brasil         | Argentina      | Cuba                 |  |                   |
| 2023 Detalle | Santiago de Chile, Chile            | Brasil         | Argentina      | Paraguay             |  |                   |

### Medallero
Actualizado Santiago 2023
| # | País                 | Oro | Plata | Bronce | Total |
| - | -------------------- | --- | ----- | ------ | ----- |
| 1 | Brasil               | 7   | 0     | 2      | 7     |
| 2 | Estados Unidos       | 2   | 0     | 0      | 2     |
| 3 | Argentina            | 0   | 5     | 1      | 5     |
| 4 | Canadá               | 0   | 3     | 0      | 3     |
| 5 | Cuba                 | 0   | 1     | 2      | 3     |
| 6 | Uruguay              | 0   | 0     | 2      | 2     |
| 7 | República Dominicana | 0   | 0     | 1      | 1     |
| 7 | Paraguay             | 0   | 0     | 1      | 1     |

## Medallero histórico ambas ramas
Actualizado Santiago 2023.
| # | País                 | Oro | Plata | Bronce | Total |
| - | -------------------- | --- | ----- | ------ | ----- |
| 1 | Brasil               | 9   | 4     | 4      | 17    |
| 2 | Argentina            | 3   | 7     | 3      | 13    |
| 3 | Cuba                 | 3   | 2     | 3      | 8     |
| 4 | Estados Unidos       | 3   | 0     | 2      | 5     |
| 5 | Canadá               | 0   | 3     | 0      | 3     |
| 6 | Chile                | 0   | 1     | 3      | 4     |
| 7 | Uruguay              | 0   | 0     | 2      | 2     |
| 8 | Paraguay             | 0   | 0     | 1      | 1     |
| 8 | República Dominicana | 0   | 0     | 1      | 1     |